# Callorhinchus callorynchus
Callorhinchus callorynchus Linnaeus, 1758 è un pesce cartilagineo appartenente alla famiglia Callorhinchidae diffuso nelle acque dell'emisfero australe.

## Descrizione
Le dimensioni massime riportate sono 102 cm di lunghezza totale per le femmine e 85 cm per i maschi, mentre la lunghezza alla nascita si aggira intorno ai 13 cm.

## Biologia
Si nutre prevalentemente di invertebrati come molluschi bivalvi e gasteropodi o anellidi policheti.
La specie è ovipara e l'accoppiamento e la deposizione avvengono in primavera e all'inizio dell'estate.

## Distribuzione e habitat
La specie è diffusa nel Pacifico sud-orientale e nell'Atlantico sud-occidentale. Frequenta fondali sabbiosi e fangosi. L'intervallo di profondità varia da pochi metri fino a circa 170 m, sebbene in Cile siano state riportate catture avvenute anche a 481 m di profondità. Ciò potrebbe indicare che la specie vive a profondità maggiori di quanto sia stato finora accertato.